# Abbaye de Kylemore
Pour les articles homonymes, voir Kylemore.
L'abbaye de Kylemore (en anglais Kylemore Abbey, en gaélique Mainistir na Coille Móire) est une abbaye bénédictine fondée en 1920 sur le site du château de Kylemore, dans le comté de Galway, à l'ouest de l'Irlande. Avec son église néo-gothique et ses jardins victoriens, c'est un des principaux lieux touristiques de la région du Connemara.

## Localisation

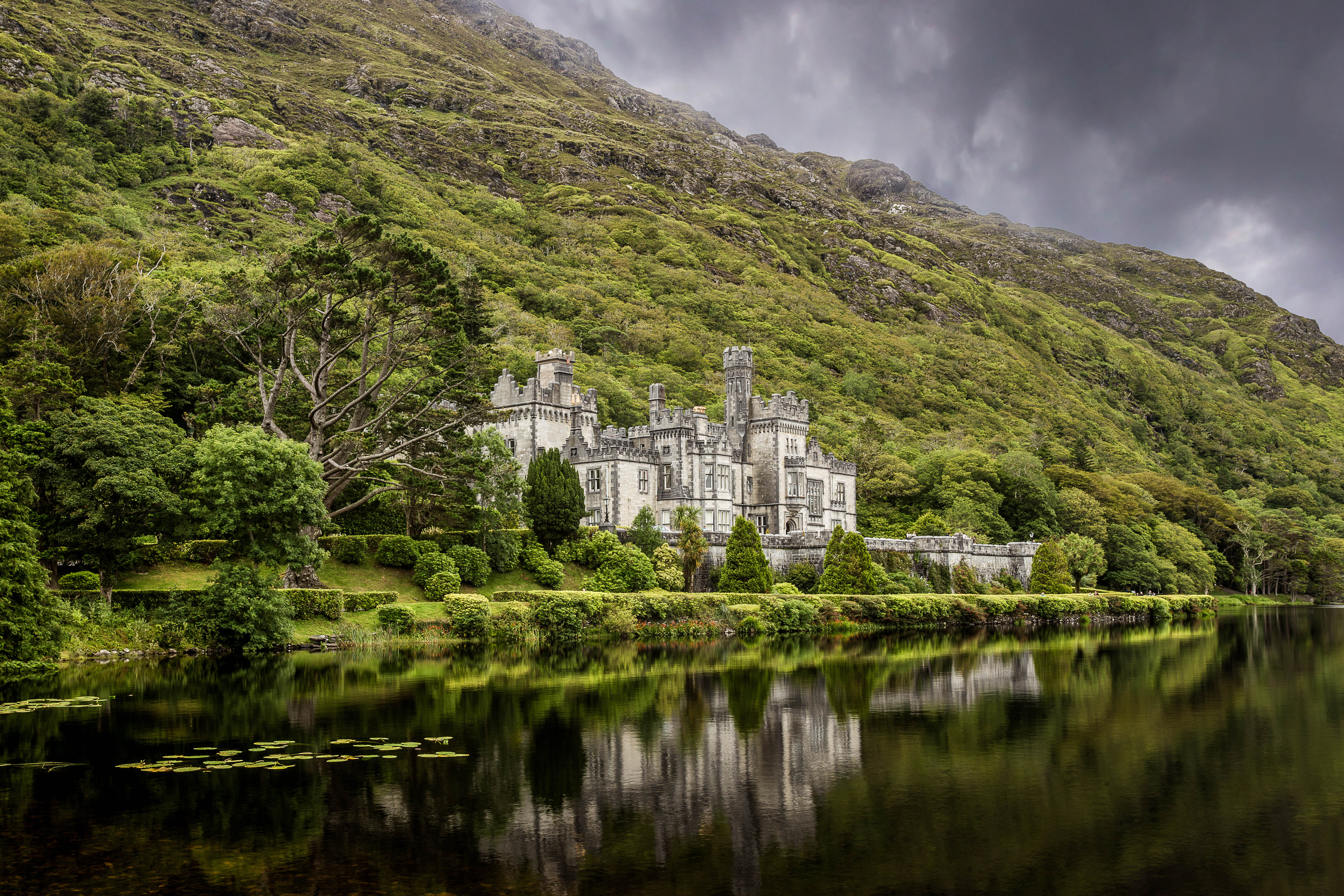
Vue du château.

L'abbaye de Kylemore se situe dans une zone appelée Kylemore Pass, au bord du lac Pollacappull (Pollacappull Lough) qui est relié à Kylemore Lough situé plus à l'est. Les bâtiments sont au pied de Duchruach Mountain, et au sud des lacs se trouvent les Twelve Bens et le parc national du Connemara.
Les bâtiments historiques se composent du château proprement dit, de son église néo-gothique et des jardins victoriens. De nos jours, un restaurant et une boutique de souvenirs ont été ajoutés. L'ensemble est entouré d'arbres, le nom gaélique de Kylemore signifiant « grande forêt ». Une partie des bâtiments, ainsi que les jardins, sont ouverts au public.

## Le château

### Construction par Mitchell Henry
Le château de Kylemore (Kylemore Castle) est construit par Mitchell Henry (en), un riche homme politique anglais né à Manchester de parents irlandais. L'idée lui serait venue lors de son voyage de noces au Connemara, où lui et sa femme Margaret auraient particulièrement apprécié Kylemore.
En septembre 1862, Mitchell Henry achète Kylemore Lodge, un rendez-vous de chasse situé en bordure du Pollacapull Lough, ainsi que les terrains environnants et les droits de chasse et de pêche sur ces terrains. L'ensemble des terrains achetés représente environ 15 000 acres, soit quasiment 61 km².
Il entreprend alors de construire un château à la place du rendez-vous de chasse ; cependant, les plans, dessinés par l'architecte Samuel Ussher Roberts, permettent de garder le bâtiment original intact au cœur du nouveau. La première pierre du château est posée le 4 septembre 1867, et sa construction prend quatre ans et coûte un peu plus de 29 000 livres sterling. Les ouvriers participant à la construction du château sont presque tous des Irlandais ; en plus du château, Mitchell Henry fait également construire des bâtiments permettant d'améliorer les conditions de vie des habitants de la région, comme un bureau de poste non loin du château, une pompe dans le village voisin de Letterfrack, et une école à Lettergesh destinée aux enfants de ses fermiers et construite en 1868.
Dès sa construction, le château reçoit tous les équipements les plus modernes de l'époque : il dispose de l'eau courante à tous les étages, de l'éclairage au gaz, de monte-charges, et de bouches d'incendie ; une caserne de pompiers est même construite, abritant une brigade de pompiers volontaires dirigée par Alexander Henry, un des fils de Mitchell Henry. En 1893, une turbine hydroélectrique est installée sur la rivière qui coule du Lough Touther situé plus haut, afin d'alimenter le château en électricité en remplacement du gaz. Une aile complète du château était destinée aux domestiques.
À l'origine, Kylemore Castle comporte un « bain turc » de plusieurs pièces toutes équipées de l'eau chaude courante.
Afin de préserver la tranquillité de son domaine, Mitchell Henry fait modifier en 1871 la route de Clifden à Westport, qui passait à l'origine juste devant Kylemore Castle, pour la faire passer de l'autre côté du Lough Pollacappul, l'ancienne route servant d'avenue principale au domaine ; elle est plantée d'arbres.
Mitchell Henry fait établir à l'ouest du château, sur le flanc sud de Duchruach Mountain, un jardin entouré d'un mur de briques et de pierre, destiné à la fois à l'agrément et à l'alimentation ; un ruisseau issu du Lough Touther effectuait naturellement la séparation entre les deux parties du jardin. Les jardins possédaient également des serres, reliées entre elles pour former un jardin d'hiver. Elles contenaient des plantes exotiques, comme des bananiers, et étaient chauffées par le sol. Le jardin comportait également des logements pour le jardinier en chef et pour les ouvriers ; le tout premier jardinier en chef de Kylemore Castle, James Garnier, y vécut.

Les jardins victoriens
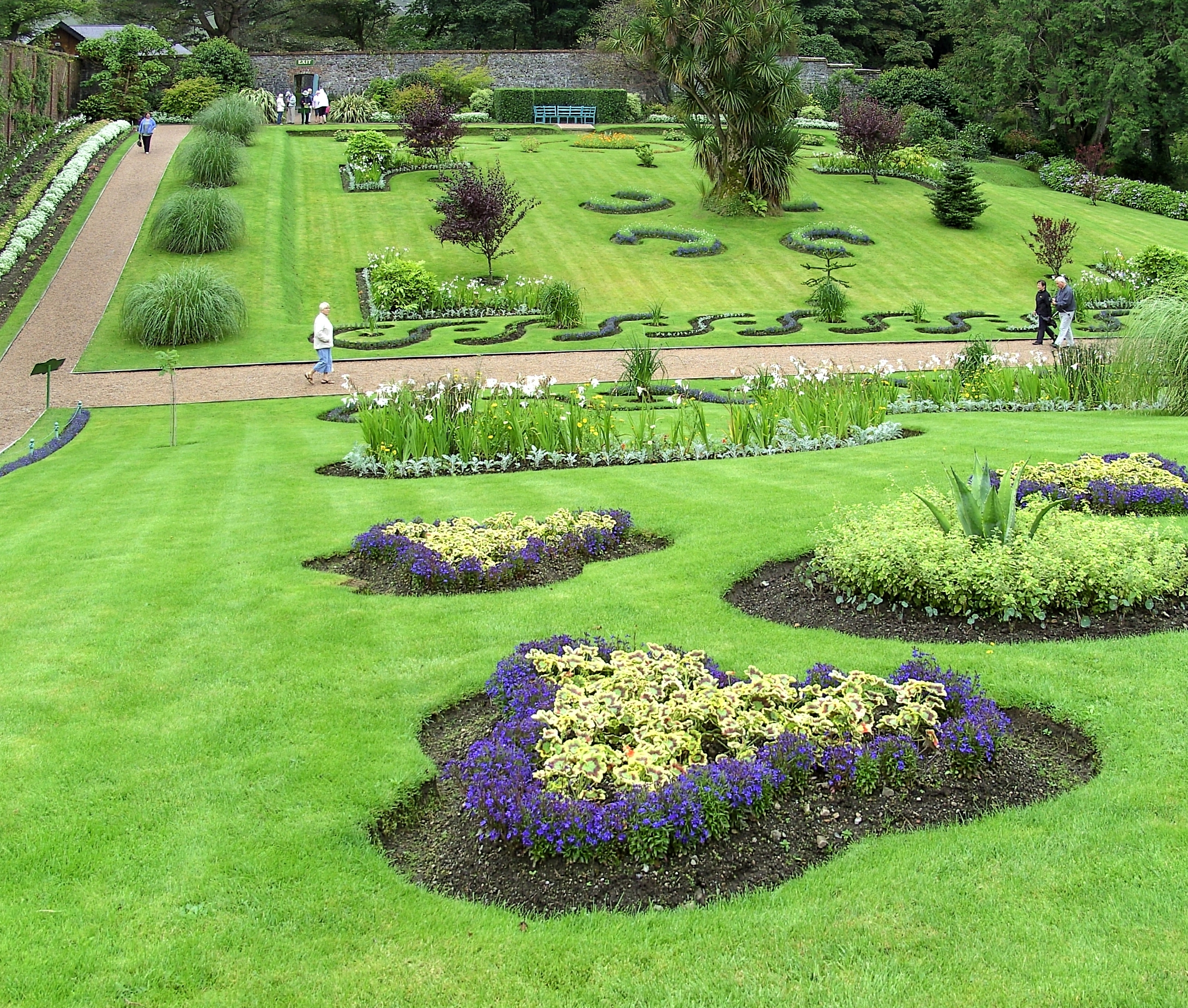
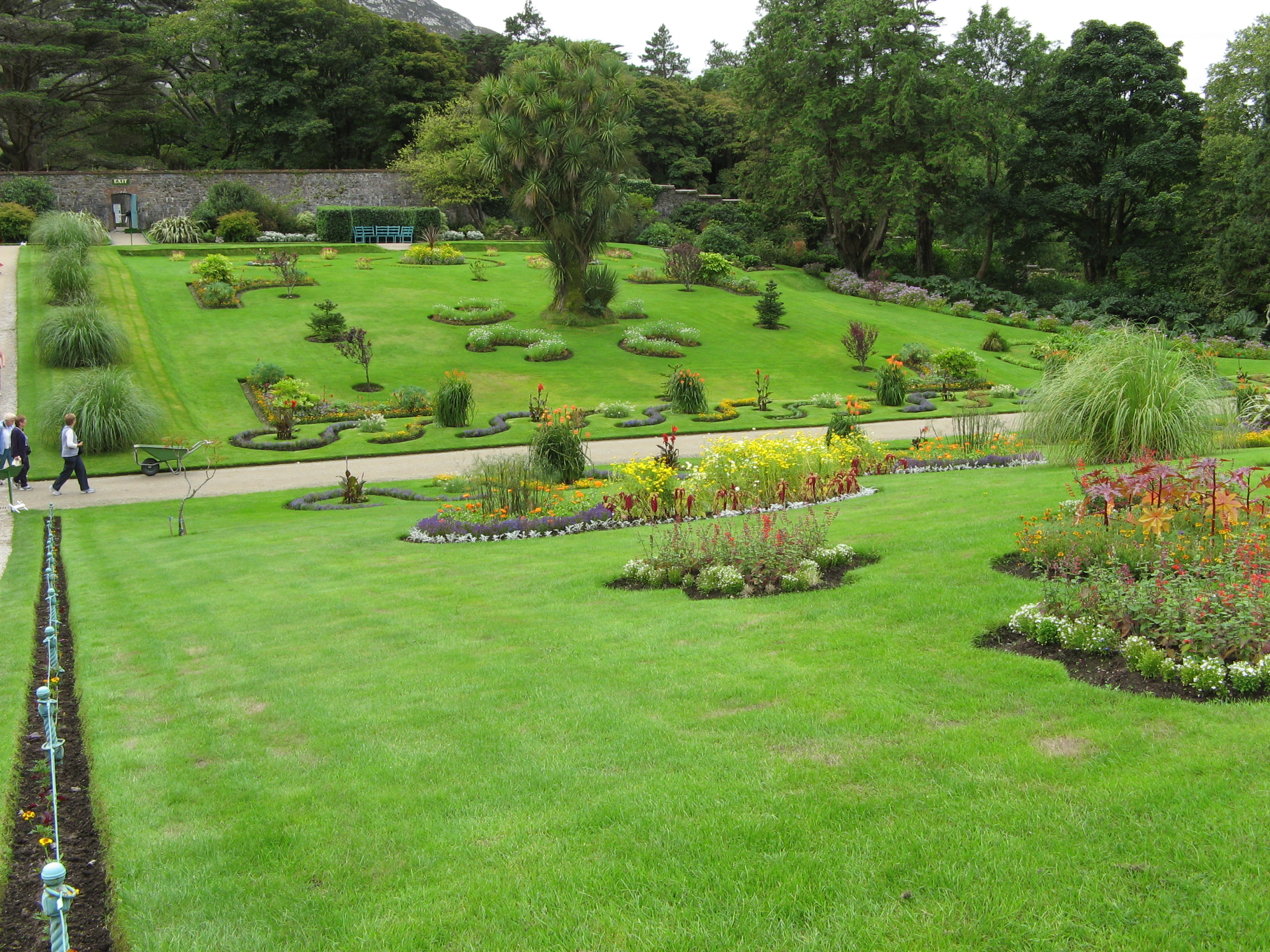

En novembre 1874, Mitchell Henry et sa famille font un voyage en Égypte, au cours duquel sa femme Margaret contracte la dysenterie dont elle meurt le 4 décembre. Son corps est embaumé et rapatrié en Irlande. Un mausolée est construit pour elle à Kylemore Castle, puis Mitchell Henry fait bâtir une église de style gothique, évoquant une cathédrale miniature, de 1877 à 1881. L'intérieur de l'église est construit en pierre de Caen et ses piliers sont réalisés en marbres irlandais : marbre vert du Connemara (Connaught), marbre rose de Cork (Muster), marbre noir de Kilkenny (Leinster) et gris d'Armagh (Ulster). Mitchell Henry choisit pour son église une décoration évoquant les femmes, comme des gargouilles en forme d'anges à visage féminin, ou un vitrail représentant cinq vertus sous forme d'allégories féminines : le Courage, la Foi, la Charité, l'Espoir et la Chasteté.
Le 21 septembre 1892, une des filles de Mitchell Henry, Geraldine, se tue dans un accident de calèche à deux miles du château de Kylemore, sur le pont Derryinver au-dessus de la rivière Dawros, alors qu'elle se promenait avec sa petite fille et sa nourrice. Ce nouveau décès, ainsi que des difficultés financières, conduisent Mitchell Henry à vendre Kylemore Castle et son domaine, et une première vente aux enchères a lieu le 3 juillet 1894 à Londres. En 1903, le roi Édouard VII visite le château, désirant l'acquérir pour en faire une résidence royale, mais l'achat ne se fait finalement pas, car le roi trouve le prix trop élevé.

### Occupation par les Manchester
Le roi n'en ayant pas voulu, Kylemore Castle et son domaine (ce dernier réduit à 13 000 acres, soit environ 52,5 km²) sont finalement vendus le 22 septembre 1903 à William Angus Drogo Montagu, le neuvième duc de Manchester, pour 63 000 livres sterling. Connu pour avoir le goût du luxe et du jeu, le duc s'était endetté durant sa jeunesse et devait sa fortune à son mariage avec une héritière américaine, Helena Zimmerman, qu'il épouse le 14 novembre 1900. Le père d'Helena, l'industriel américain Eugene Zimmerman, paie alors les dettes de son beau-fils et finance en partie l'acquisition du château par le couple, le reste étant financé par un emprunt.
Le roi Édouard VII annonce son intention de se rendre à nouveau en Irlande en avril 1904 et de passer par Kylemore, ce qui amène la duchesse de Manchester à entreprendre de grands aménagements dans le château en prévision de cette visite. Elle fait agrandir plusieurs chambres et en convertit une en « suite royale » ; elle fait également retirer plusieurs décorations gothiques des pièces du rez-de-chaussée, comme des marbres, et fait abattre des cloisons pour transformer d'anciennes salles à manger en grandes salles de réception. La salle de bal gothique des Henry est transformée en une grande cuisine en prévision des banquets à donner en l'honneur du roi. Cependant, ces banquets n'ont pas lieu, car Édouard VII annule finalement son séjour à Kylemore.
Eugene Zimmerman meurt le 20 décembre 1914, en ayant laissé par testament sa fortune à sa seule fille. Celle-ci refuse de payer l'emprunt contracté pour acheter Kylemore, si bien que le château revient à son débiteur, le banquier Ernest John Fawke, qui n'habite jamais le château et se contente de gérer le domaine tout en recherchant un nouvel acheteur. Ce n'est qu'en décembre 1920 qu'il le vend pour 45 000 livres sterling à la communauté des Dames Bénédictines Irlandaises d'Ypres.

## La communauté bénédictine

### Les débuts de la communauté à Ypres
La communauté de sœurs bénédictines qui habitent actuellement l'abbaye est celle des « Dames irlandaises d'Ypres » ou Irish Dames of Ypres. Cette communauté trouve ses origines en 1598, quand Lady Mary Percy, fille du comte de Northumberland, fonde une communauté de religieuses anglaises à Bruxelles. La communauté s'étend et fonde d'autres abbayes à Gand, Pontoise, Dunkerque et Ypres ; cette dernière élit sa première abbesse, Dame Marina Beaumont, en 1665. Cependant, l'abbaye d'Ypres ne recevait que très peu de novices et était menacée de fermer faute de religieuses, si bien qu'avec l'aide de l'abbesse de Gand, elle est convertie en communauté irlandaise et des religieuses originaires d'Irlande y sont envoyées. Flavia Carey, élue le 19 novembre 1682, est considérée comme la première abbesse de la communauté irlandaise. À la mort de Flavia Carey le 20 février 1686, la communauté élit comme abbesse Mary Joseph Butler, qui est la première abbesse irlandaise de la communauté des Dames d'Ypres.
En 1688, le roi Jacques II d'Angleterre, qui s'est converti au catholicisme, envoie un émissaire aux Dames d'Ypres pour leur proposer de fonder un monastère à Dublin ; Dame Mary Joseph Butler se rend à Dublin le 31 décembre 1688 où elle est reçue par le roi. Elle s'installe avec quelques autres religieuses dans les bâtiments que le roi leur a offerts et y ouvre même une école pour les jeunes filles nobles irlandaises. Cependant, la défaite de Jacques II et le couronnement de Guillaume d'Orange en février 1689 remettent en cause l'existence de ce monastère : malgré le retour de Jacques II en Irlande, il est à nouveau vaincu par Guillaume d'Orange, et les sœurs décident de quitter Dublin pour rentrer à Ypres.
C'est à cette époque que les religieuses d'Ypres reçoivent de l'armée irlandaise le « Flag of Ramillies », une bannière qui, selon la tradition, fut prise à l'armée britannique pendant la bataille de Ramillies. La bannière est précieusement gardée par les sœurs et peut toujours être vue à l'abbaye.

### L'installation à Kylemore
De 1689 à 1914, la communauté bénédictine des Dames irlandaises d'Ypres connait des périodes d'expansion et de récession du nombre de religieuses, mais reste à Ypres sans être inquiétée, sauf en 1793, où, le 13 janvier, des soldats de l'armée française envahissent l'abbaye, mais s'en retirent sur l'ordre de leur général et quittent la Belgique plus tard dans l'année.
Cependant la Première Guerre mondiale menace leur communauté. D'abord en 1914, suivant la loi ordonnant l'expulsion des citoyens allemands de Belgique, quatre religieuses allemandes doivent quitter la communauté.

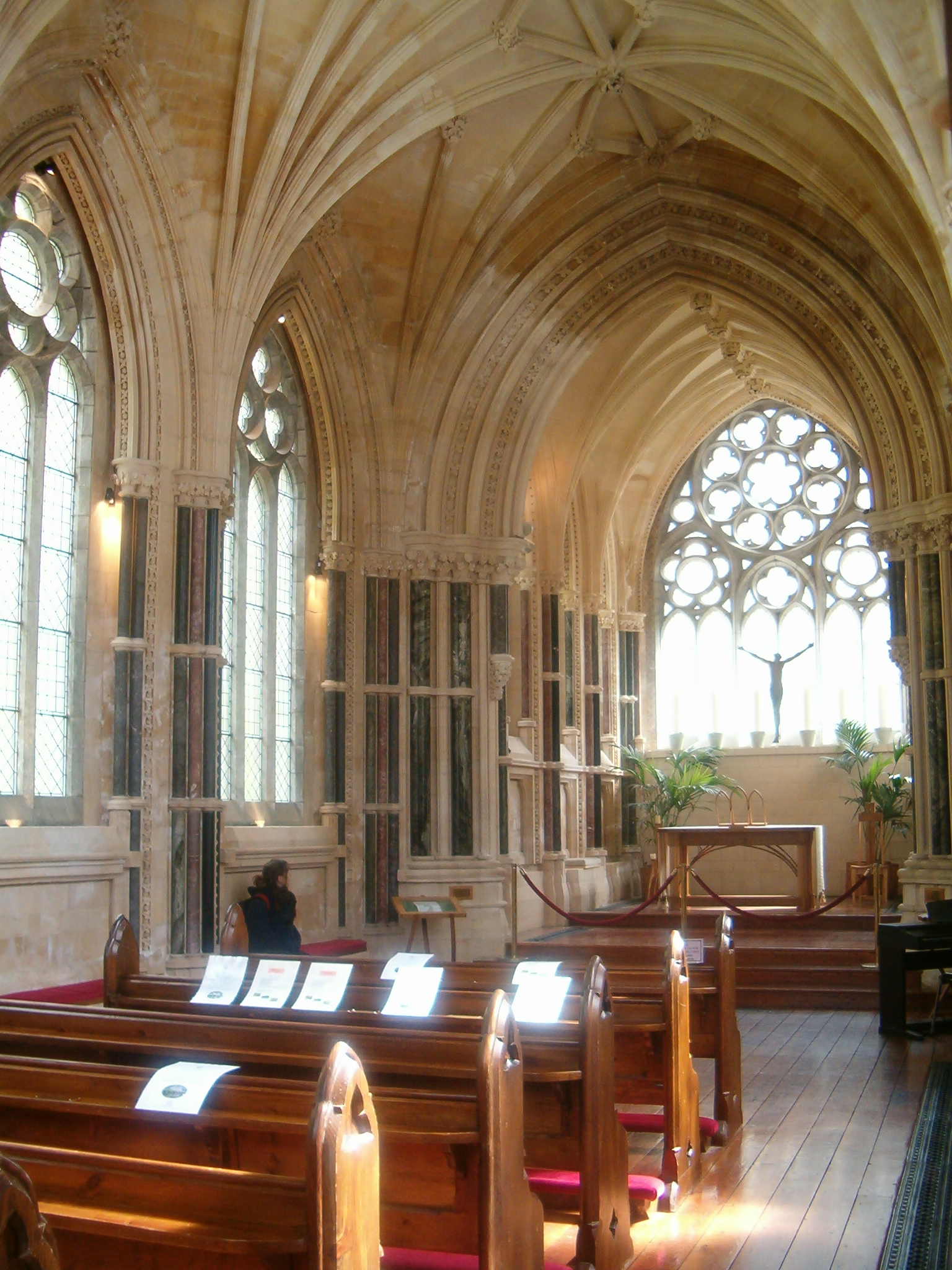
Intérieur de l'église néo-gothique.

Alors que les bombardements approchent d'Ypres, à la fin du mois d'octobre 1914, l'abbesse Mary Scholastica Bergé est envoyée à Poperinge pour assurer sa sécurité. Les autres religieuses devaient la rejoindre plus tard, mais les combats qui faisaient rage dans la ville les en empêchent. Elles profitent d'une accalmie au début du mois de novembre pour quitter Ypres et rejoindre l'abbesse à Poperinge, puis elles décident de rejoindre l'abbaye d'Oulton en Angleterre, où se trouvent les religieuses de l'ancienne abbaye bénédictine de Gand. Elles y arrivent, avec l'aide de l'armée britannique, le 24 novembre 1914.
Ypres ayant subi d'autres bombardements intenses en avril et mai 1915, l'abbaye est presque entièrement détruite par les bombes et les incendies. Les religieuses doivent abandonner leurs projets d'y retourner. La communauté s'installe temporairement à Highfield House à Londres, puis décide de retourner dans son pays d'origine, l'Irlande. En février 1916, les sœurs s'installent au château de Macmine dans le comté de Wexford, où elles ouvrent une nouvelle école. Cependant le château, laissé à l'abandon depuis plusieurs années, est humide et insalubre, si bien que les religieuses doivent chercher un autre endroit pour abriter leur communauté et leur école. Grâce à l'aide de personnalités irlandaises, elles parviennent à réunir les fonds pour acheter le château de Kylemore le 30 novembre 1920 ; le domaine a été à nouveau réduit et couvre désormais 10 000 acres (soit environ 40,5 km²). Le 1er mars 1921, l'abbesse Maura Ostyn obtient le transfert des privilèges abbatiaux d'Ypres vers Kylemore, ce qui officialise la création de l'abbaye de Kylemore.

## L'abbaye

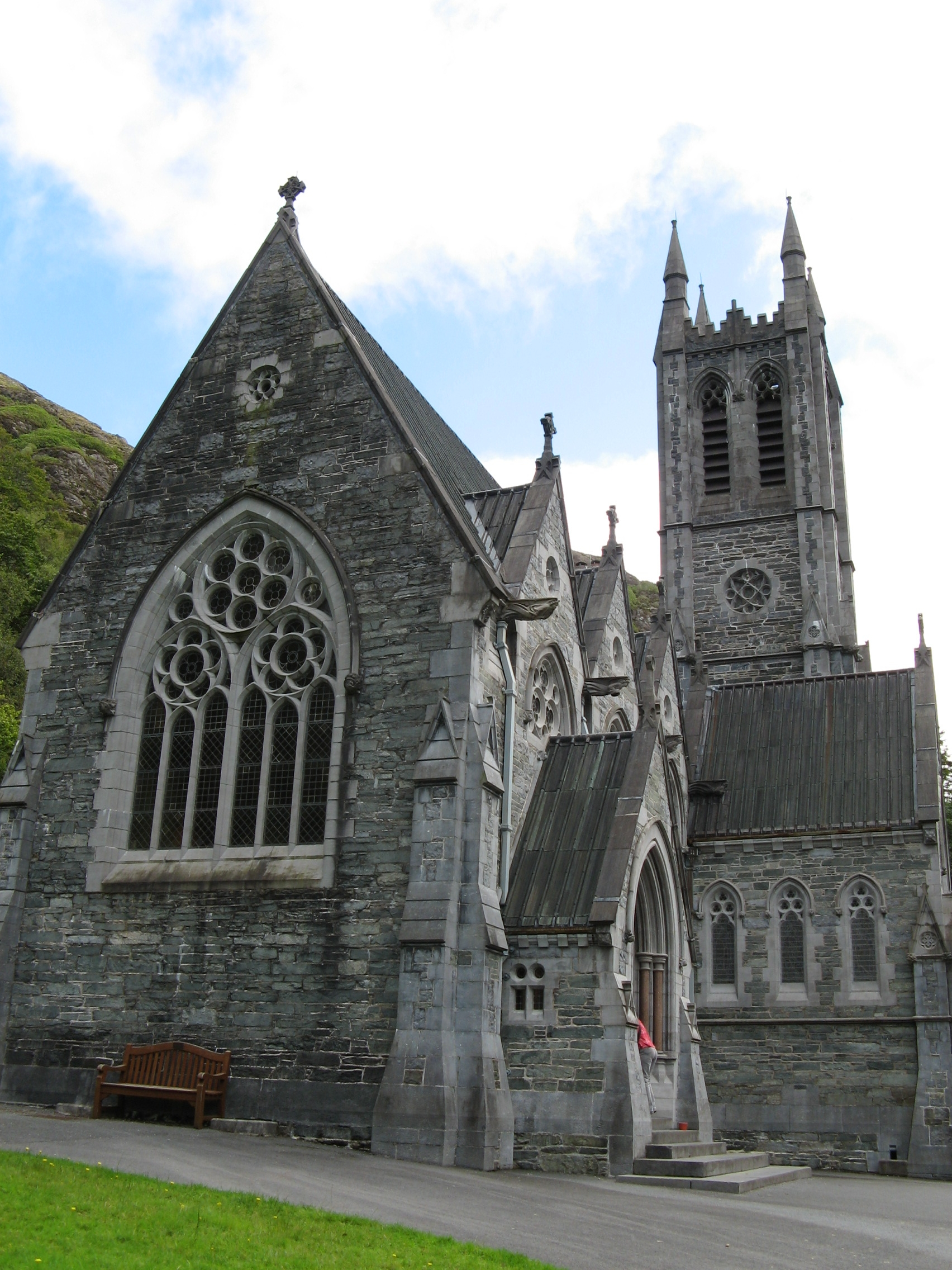
L'église de l'abbaye de Kylemore.

Les religieuses font réaménager le château pour le restaurer et l'adapter aux besoins de la vie monastique : la grande cuisine établie par la duchesse de Manchester est convertie en chapelle, et les chambres sont partagées en cellules pour les sœurs et en dortoirs pour les novices. L'église néo-gothique, trop éloignée du bâtiment principal, ne peut pas servir de chapelle vu la fréquence des prières dans l'emploi du temps des religieuses.
Pour financer les prêts contractés pour acheter le château de Kylemore, les religieuses ouvrent des chambres d'hôtes, composées des chambres de l'école disponibles pendant les vacances, ainsi que des bâtiments de ferme et des logements de domestiques inoccupés. Les religieuses possédant les droits de pêche sur le domaine, la maison d'hôtes devient populaire auprès des amateurs de pêche de la région. Elle accueille de nombreux prêtres de passage, des notables, des artistes, et souvent des couples en voyage de noces.
En 1932, Maura Ostyn fait ériger une statue du Sacré-Cœur sur le flanc de Duchruach Mountain.
La nuit du 25 janvier 1959, un incendie se déclenche dans la salle de couture de l'abbaye et se propage rapidement vers les cuisines et les dortoirs des élèves. Les pompiers de Galway, appelés dans la nuit, éteignent le feu au bout de plusieurs heures, et découvrent qu'il était dû à la vétusté du système électrique du château. Les religieuses font appel à l'aide financière de la population locale, et en reçoivent beaucoup des autorités religieuses, ce qui leur permet de reconstruire les bâtiments endommagés, en les réaménageant pour les rendre plus appropriés à une utilisation par les sœurs et les pensionnaires de l'école. Cependant, la maison d'hôtes, qui a été en grande partie détruite par l'incendie, n'est pas rouverte.
En 1993, afin de financer la restauration de l'abbaye, les religieuses font ouvrir au public une partie des salles du rez-de-chaussée du château et font agrandir le magasin et le salon de thé qui accueillent déjà des visiteurs. Elles font également lever des fonds pour faire restaurer l'église néo-gothique qui a été laissée à l'abandon ; celle-ci est officiellement rouverte le 28 avril 1995. Cela les amènent à envisager également la restauration des jardins victoriens, qui n'avaient plus été réellement utilisés depuis les années 1960. Actuellement, les jardins et une partie des anciennes serres sont restaurés ; ils ont été refaits à l'identique d'après des plans de l'époque, en n'utilisant que des plantes utilisées dans les jardins de l'époque victorienne.

## L'école de jeunes filles

### Fondation et histoire
Dès sa fondation en 1665, la communauté des sœurs bénédictines se donne pour vocation d'éduquer les jeunes filles, principalement irlandaises, mais aussi d'autres nationalités ; elle fonde des écoles d'abord dans son abbaye d'Ypres, puis dans les autres abbayes où elle s'installe.
Les religieuses pensent ouvrir une nouvelle école à Kylemore dès leur installation, mais la Guerre d'indépendance irlandaise les en empêche. Dès la fin de la guerre, en 1921, elles ouvrent un pensionnat de jeunes filles à Kylemore ; cependant, même si des élèves y entrent dès sa fondation, l'école n'ouvre officiellement que le 11 septembre 1923. Elle est inspectée le 25 mars 1924, à la suite de quoi elle est officiellement reconnue par le ministère de l'éducation irlandais. L'école commence à attirer des élèves venues de l'étranger, en particulier deux princesses indiennes, filles du maharadjah de Nawanagar, en 1931.
Parallèlement, les religieuses ouvrent une école d'« économie domestique » dans l'ancienne maison de domestiques de St Maur. Cette école est fermée dans les années 1930 pour être transformée en une day school (école sans internat) destinée principalement aux filles des domestiques et des fermiers de la région ; par la suite, elle est fusionnée avec le pensionnat.
L'école doit fermer en 1959 à la suite de l'incendie qui ravage une importante partie de l'abbaye ; elle est ensuite réaménagée et rouverte, mais cesse son activité d'enseignement primaire pour ne plus se consacrer qu'à l'enseignement secondaire.
Dans les années 1960, le gouvernement irlandais instaure la gratuité des transports scolaires, si bien que le nombre d'élèves externes augmente, tandis que l'internat de l'école se met à accueillir davantage d'élèves venues de l'étranger.

### Fermeture de l'école
Les sœurs n'étant plus assez nombreuses pour s'en occuper, la fermeture de cette école est annoncée en février 2006 pour l'été 2010, l'école comptant lors de cette annonce 137 élèves, dont 49 pensionnaires. Les dernières pensionnaires sont parties en 2008, et l'école continue à fonctionner avec des élèves de la région jusqu'au Leaving Certificate de juin 2010, passé par les 10 élèves encore présentes à cette date. Les sœurs conservent cependant l'abbaye et doivent réaménager les locaux occupés par l'école, en transformant par exemple la salle de sport en salle de réunion et en chapelle.